# Lago Papoose

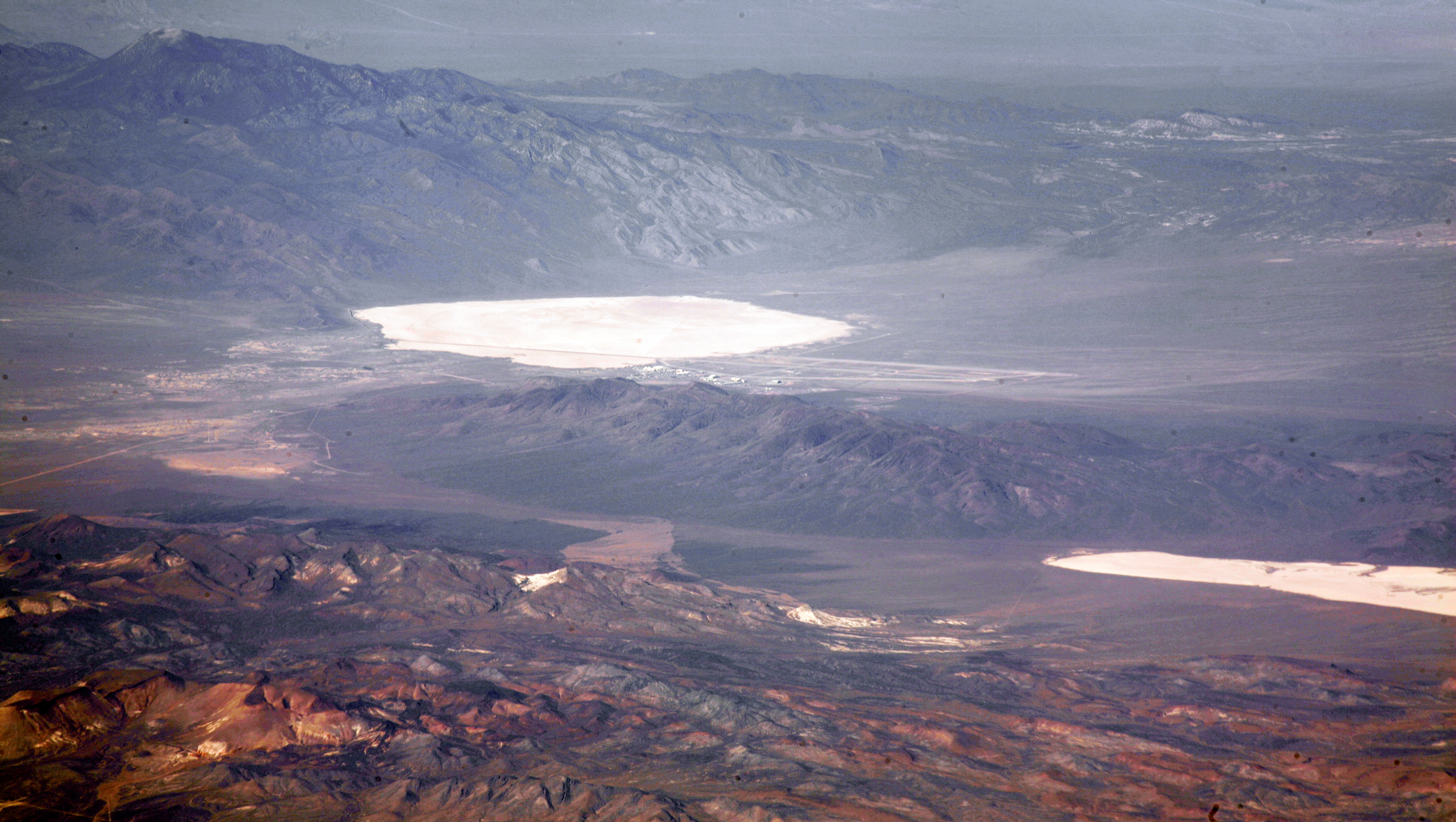
Fotografia aérea da Área 51, do Lago Groom (ao norte) e do Lago Papoose (no canto direito).

Lago Papoose é um leito de lago seco localizado no Condado de Lincoln, no estado americano de Nevada. O lago fica dentro de um terreno conhecido como instalação de Groom Lake (também conhecido como Área 51) e é uma área restrita. O lago está localizado a poucos quilômetros a sudoeste das instalações do Lago Groom, adjacente à Cordilheira Papoose.